# Línea 74 (Media Distancia)
La línea 74 (Sevilla - Cáceres) es una línea ferroviaria por la que circulan trenes de Renfe en servicio Regional Express, de la Unidad de Negocio de Media Distancia. Discurre por vías no electrificadas de ancho ibérico, pertenecientes a Adif, recorriendo las comunidades de Andalucía y Extremadura con trenes de la Serie 599.
En realidad es un fragmento del Ferrocarril Vía de la Plata, que unía Sevilla con Gijón pasando por Mérida, Cáceres, Plasencia, Salamanca, Zamora y Astorga, y que en un pasado contaba con servicios TER que hacían el trayecto completo con los trenes de la Serie 597. Posteriormente el tramo Plasencia-Astorga fue cerrado, continuando en este estado en la actualidad, y por ello el tren quedaba en Plasencia. Luego tuvo su final en Mérida hasta diciembre de 2012, cuando el servicio fue prolongado hasta Cáceres. La duración del viaje completo es de 4 horas 55 minutos.